# Miss Tessmacher
Brooke Adams (* 4. Dezember 1984 in St. Louis, Missouri) ist eine US-amerikanische Wrestlerin und ein Model. Sie tritt unter ihrem Ringnamen Miss Tessmacher bei der US-amerikanischen Wrestling-Promotion Total Nonstop Action Wrestling auf.

## Persönliches
Adams zog im Alter von sieben Jahren mit ihrer Mutter und Schwester nach Houston in Texas, wo sie aufwuchs.

## Tätigkeit als Model
Adams startete in Houston eine Modelkarriere bei der Agentur Elite Model Management sowie bei zahlreichen anderen Firmen, darunter Hawaiian Tropics, Vertical Smiles und Venus Swimwear.
Im August 2007 erschienen alle drei Mitglieder des Extreme Exposé in einer Fotostrecke mit Interview in der Zeitschrift FHM.

## Wrestlingkarriere

### World Wrestling Entertainment (WWE)
Adams nahm an der WWE Diva Search 2006 teil und erhielt kurz darauf einen Entwicklungsvertrag, obwohl sie es in dem Wettbewerb nicht unter die besten acht Teilnehmer schaffte. Danach fungierte sie bei der ehemaligen WWE-Entwicklungsliga Deep South Wrestlingg (DSW) als Daniel Rodimers Valet, ehe dieser in das WWE-Roster berufen wurde.
Sie konzentrierte sich anschließend auf ihre eigene aktive Karriere und durfte bei ihrem Erstauftritt im Dezember 2006 ein Match gegen Angel Williams gewinnen.
Brooke Adams debütierte im Januar 2007 als Extreme Exposé-Tänzerin an der Seite von Kelly Kelly und Layla im ECW-Brand, war aber auch weiterhin noch bei DSW aktiv.
Nachdem die WWE sich von Deep South Wrestling trennte, trat Adams ab Sommer 2007 bei Florida Championship Wrestling (FCW) auf.
Adams wurde Ende Oktober 2007 entlassen, nachdem das Extreme Exposé aufgelöst wurde.

### Total Nonstop Action Wrestling (TNA)
Im März 2010 folgte Adams Rückkehr ins aktive Wrestling-Geschehen. Sie debütierte bei der US-amerikanischen Wrestling-Liga Total Nonstop Action Wrestling. Dort spielte sie unter dem Namen Miss Tessmacher im Rahmen der Handlung die persönliche Assistentin von Eric Bischoff. Ihr neues Gimmick ist eine Anlehnung an Eve Teschmacher, Sekretärin von Bösewicht Lex Luthor ab dem Superman Film von (1978).
Seit Oktober 2010 ist sie nicht mehr im TV als Assistentin von Bischoff zu sehen, sondern wieder als Wrestlerin. Bei den TV-Tapings zu Impact Wrestling am 12. Juli 2011 gewann sie zum ersten Mal zusammen mit Tara die TNA Knockout Tag Team Championship von Mexican America (Sarita & Rosita).  Sie verloren den Titel am 26. Oktober 2011 bei den Aufzeichnungen zu Impact an Gail Kim und Madison Rayne.
Bei dem Pay-Per-View Slammiversary X bezwang sie Gail Kim und gewann zum ersten Mal die TNA Women’s Knockout Championship. Am 12. August 2012 verlor sie den Titel bei der Großveranstaltung Hardcore Justice an Madison Rayne, gewann ihn aber vier Tage später bei Impact Wrestling zurück. Bei Bound for Glory am 14. Oktober 2012 verlor sie den Titel an Tara.

## Privatleben
Adams hat eine zweieiige Zwillingsschwester.
Adams ist mit dem Model und Personal Trainer Weston Wayne Piper verlobt. Ihr erster Sohn wurde 2016 geboren. 2018 kam eine Tochter zur Welt. 

## Sonstiges
Im April 2007 nahm Adams zusammen mit ihren Kolleginnen Ashley Massaro („Ashley“), Layla El, Kelly Kelly, Torrie Wilson („Samantha“) und Maryse Ouellet („Maryse“) an den Dreharbeiten des Musikvideos für die Single Throw It on Me (featuring The Hives) des Produzenten Timbaland teil.

## Erfolge

### Titel
- Total Nonstop Action Wrestling

- 1× TNA Knockout Tag Team Championship (mit Tara)
- 3× TNA Women’s Knockout Championship (Aktuelle Titelträgerin)

### Auszeichnungen
- 1× Free Style Fitness Competition Winner

Adams gewann am 18. November 2008 den Model-Wettbewerb Free Style Fitness Competition in Acapulco, Mexiko in Konkurrenz zu 33 weiteren Teilnehmerinnen.
- 1× Miss Hawaiian Tropic Texas

Adams wurde am 8. November 2008 in der US-Regionalauswahl zur Miss Hawaiian Tropic Texas 2008 gekürt und durfte daraufhin am internationalen Schönheitswettbewerb Miss Hawaiian Tropic 2008 teilnehmen.